# Référendum présidentiel kirghize de 1994
Le référendum kirghize de 1994 est un référendum ayant eu lieu le 30 janvier 1994 au Kirghizistan. Il vise à confirmer le rôle du président de la République en tant que chef d'État. Il obtient une participation de 96 % et sa question est approuvée à 97 %.

## Résultats
| Choix                  | Choix                  | Votes     | %     |
| ---------------------- | ---------------------- | --------- | ----- |
|                        | Pour                   | 2 095 644 | 97,03 |
|                        | Contre                 | 64 256    | 2,97  |
|                        |                        |           |       |
| Votes valides          | Votes valides          | 2 159 900 | 99,30 |
| Votes blancs et nuls   | Votes blancs et nuls   | 15 295    | 0,70  |
| Total                  | Total                  | 2 175 195 | 100   |
| Inscrits/Participation | Inscrits/Participation | 2 267 163 | 95,94 |